# École supérieure d'ingénieurs Réunion océan Indien
L'École supérieure d'ingénieurs Réunion océan Indien (ESIROI) est l'une des 204 écoles d'ingénieurs françaises accréditées au 1er septembre 2020 à délivrer un diplôme d'ingénieur.
Créée en 2006 et située à La Réunion, elle a été la première école d'ingénieurs en dehors de la France métropolitaine à être habilitée par la Commission des titres d'ingénieur. Elle est établie depuis la rentrée 2020 dans un nouveau bâtiment bioclimatique situé sur le Campus de Terre-Sainte à Saint-Pierre.

## Offre de formation
L'offre de formation à l'ESIROI est partagée en trois spécialités: Agroalimentaire, Bâtiment et énergie, et Informatique.

### Agroalimentaire
La spécialité Agroalimentaire a pour objectifs de cristalliser les énergies autour du développement de l’agroalimentaire, de l’innovation, dans un environnement durable et nourricier. Les diplômés seront les concepteurs et les managers de demain. Ils sont formés à mettre leurs compétences humaines et techniques au service des challenges et des opportunités du monde actuel. Leurs origines internationales (aujourd’hui, français, mauriciens, malgaches) leur permettront de nouer des relations, d’induire et de dynamiser les échanges entre les entreprises de l'océan Indien.

### Bâtiment et Énergie
La spécialité Bâtiment et Énergie forme des ingénieurs de haut niveau spécialisés dans l'ingénierie de projets dans le domaine des bâtiments durables à faible consommation, des systèmes énergétiques, y compris les énergies renouvelables, avec la particularité des contraintes liées aux zones intertropicales.

### Informatique
La spécialité Informatique a pour vocation de former des ingénieurs généralistes, acteurs de l’évolution du monde de l’information et de la communication. Elle prépare aux métiers d’architecture et d’ingénierie des systèmes et réseaux, de la cybersécurité, du développement logiciel, de l'internet de objets, du big data et de l'intelligence artificielle ainsi qu’aux fonctions managériales et à la gestion de projets à l’international.

## Admissions
L'ESIROI recrute sur les concours : Parcours préparatoire intégré : Concours Geipi Polytech.